# Allorhogas bruesi
Allorhogas bruesi är en stekelart som först beskrevs av Muesebeck och Walkley 1951.  Allorhogas bruesi ingår i släktet Allorhogas och familjen bracksteklar. Inga underarter finns listade i Catalogue of Life.